# Serica tukucheana
Serica tukucheana är en skalbaggsart som beskrevs av Ahrens 1999. Serica tukucheana ingår i släktet Serica och familjen Melolonthidae. Inga underarter finns listade i Catalogue of Life.